# Os olhos que viram a morte
Os olhos que viram a morte (Go back for murder em seu título original) é uma obra de teatro de Agatha Christie, estreada em 1960. Trata-se de uma adaptação feita pela própria autora de seu romance Os cinco porquinhos.

## Argumento
Carla Crale contrata o advogado Justin Fogg para investigar um crime que ocorreu muitos anos antes: o assassinato de seu pai, Hector Crale. Sua mãe, Caroline, confessou a autoria do crime, alegando não suportar mais as constantes infidelidades de seu marido. Agora, com a mãe falecida na prisão e convencida de sua inocência, Carla está determinada a descobrir a verdade. Com a ajuda de Justin, ela reúne todas as pessoas que estavam presentes no dia da morte de seu pai. Após ouvir todos os relatos, Carla descobre que sua mãe confessou o crime porque suspeitava que sua irmã mais nova, Angel, fosse a culpada. No entanto, a revelação final é que a verdadeira assassina foi Elsa, uma amante ocasional de seu pai na época, que temia ser abandonada por ele da mesma forma que ele havia feito com outras conquistas anteriores.

## Estreia
- Teatro Infanta Isabel, Madrid, 17 de fevereiro de 1961.
  - Direção: Arturo Serrano.
  - Cenografia: Rafael Richart.
  - Intérpretes: Julia Gutiérrez Caba, Luisa María Payán, Tina Sainz, Rafael Arcos, Emilio Gutiérrez, Enrique Cerro, Alberto Bové, Ricardo Alpuente, José Sacristán.